# The Novice (film, 2021)
 (octobre 2021).
Pour les articles homonymes, voir The Novice et Novice (homonymie).
Pour plus de détails, voir Fiche technique et Distribution.
The Novice est un thriller dramatique américain écrit et réalisé par Lauren Hadaway (de), sorti en 2021.
Il a été présenté en première au festival du film de Tribeca et est primé dans 2 catégories différentes.

## Synopsis
Alex Dall, jeune femme queer, s’inscrit dans le club d’aviron de son université. Elle devient de plus en plus déterminée à faire partie des meilleures, jusqu’à ce que son ambition devienne obsessionnelle.

## Fiche technique
Sauf indication contraire, les informations mentionnées dans cette section peuvent être confirmées par les bases de données cinématographiques IMDb et Allociné,  présentes dans la section « Liens externes ».
- Titre original et francophone : The Novice
- Réalisation et scénario : Lauren Hadaway
- Musique : Alex Weston
- Montage : Lauren Hadaway, Nathan Nugent
- Sociétés de production : Picture Movers, H2L Media Group
- Sociétés de distribution : IFC Films (États-Unis), Star Invest Films (France)
- Pays d’origine :  États-Unis
- Langue originale : anglais
- Format : couleur - numérique - 16:9
- Durée : 94 minutes
- Dates de sortie[2] : 
  - États-Unis : 21 juin 2021 (festival de Tribeca), 17 décembre 2021 (sortie nationale)
  - France : 8 septembre 2021 (festival de Deauville), 11 janvier 2023 (sortie nationale)

## Distribution
- Isabelle Fuhrman (VF : Émilie Rault) : Alex Dall
- Amy Forsyth (VF : Audrey Di Nardo) : Jamie Brill
- Dilone (VF : Mélissa Windal) : Dani
- Jeni Roth (VF : Mélissa Henri) : Winona
- Kate Drummond (VF : Claire Cahen) : la coach Edwards
- Jonathan Cherry (VF : Laurent Bonnet) : le coach Pete
- Charlotte Ubben (VF : Magaly Teixeira) : Erin
- Sage Irvine (VF : Léa Poiré) : Janssen
- Chantelle Bishop (VF : Laalia Viader) : Highsmith
- Nikki Duval (VF : Amandine Clin) : Try Hard

## Production

### Tournage
Le tournage a lieu en Ontario, notamment à Peterborough.

## Distinctions

### Récompenses[4]
- Festival du film de Tribeca 2021 :
  - Meilleure actrice U.S. Narrative pour Isabelle Fuhrman
  - Meilleure photographie pour Todd Martin
  - Prix Founders du meilleur film pour Lauren Hadaway.

### Sélection
- Festival du cinéma américain de Deauville 2021 : compétition officielle